# Pseudogriphoneura micans
Pseudogriphoneura micans är en tvåvingeart som beskrevs av Friedrich Georg Hendel 1936. Pseudogriphoneura micans ingår i släktet Pseudogriphoneura och familjen lövflugor. Inga underarter finns listade i Catalogue of Life.